# Херсонська обласна асоціація футболу
Херсонська обласна асоціація футболу — обласна громадська спортивна організація, заснована 26 червня 1996 року. Є колективним членом Української асоціації футболу. 

## Турніри
- Чемпіонат Херсонської області з футболу
- Кубок Херсонської області з футболу
- Суперкубок Херсонської області з футболу

## Професійні клуби
Перелік клубів, які колись виступали на професійному рівні:
- «Спартак» Херсон, 1947–1949, 1958–1960 (6 сезонів)
- «Кристал» Херсон (Маяк, Будівельник, Локомотив, Водник, Таврія), 1961–2006, 2011–2017, 2018–2022 (56 сезонів)
- «Енергія» Нова Каховка, 1967–1970, 2010–2022 (16 сезонів)
- «Каховка» (Меліоратор), 1992–1996 (5 сезонів)
- «Таврія» Новотроїцьке, 1994–1995 (1 сезон)
- «Мир» Горностаївка, 2011–2014, 2015–2019 (7 сезонів)
- («Таврія» Сімферополь із Берислава), 2017–2022 (5 сезонів)